# ハラミヤ目
ハラミヤ目（学名：Haramiyida）は哺乳形類の分類群の1つ。中生代に生息していた生物であり、ハラミヤ類と表記する場合もある。なお、「haramiya」はアラビア語で「トリックスター」、「コソ泥」を意味する。かつては歯のみの化石、不完全な顎骨の化石しか見つかっておらず研究が進まなかったが、2013年に中国でジュラ紀中期のほぼ完全な骨格化石を発見したとの報告が複数よせられた。ハラミヤ目の分類・系統は哺乳綱の起源の時期決定に関わる問題であり、2018年現在でも議論が続いている。

## 分類
哺乳形類の下位分類であり、多丘歯目と共に異獣亜綱に分類されることが多い。ハラミヤ目を哺乳綱に含めるかどうかは意見が分かれているが、これは哺乳綱の起源の年代決定に関わる問題であり、ハラミヤ目を含めない場合はジュラ紀初期の約1億8500万年前、含める場合は三畳紀後期の2億1500万年前に哺乳綱の起源が存在していたことになる。
また2021年には、ハラミヤ目が多丘歯目にごく近縁であることが改めて示された。

### 下位分類
歯の化石しか発見されていない種が多く、分類には不明瞭な部分が多い。

#### 属・種の一覧
科が不明な属、論文によって系統樹における配置が異なる属もあるため、地域別、年代順に並べた。タイプ種は複数種知られている属のみ記載した。

##### グリーンランド（三畳紀後期）
- †Haramiyavia Jenkins（英語版） et al. 1997[11][12]
  - †H. clemmenseni Jenkins et al. 1997[11][13]

##### ヨーロッパ（三畳紀後期 - ジュラ紀中期）
- †Theroteinus Sigogneau-Russell et al. 1986[14]
  - †T. nikolai Sigogneau-Russell et al. 1986[15] - タイプ種
  - †T. rosieriensis Maxime Debuysschere, 2016
2016年提唱の新種[16]。
- †Thomasia Poche, 1908[17]
  - †T. antiqua (Plieninger, 1847)[18] - タイプ種
  - †T. hahni Butler and Macintyre, 1994[19]
  - †T. woutersi　Butler and Macintyre, 1994[20]
  - †T. moorei (Owen, 1871)[21]
- †Eleutherodon Kermack et al. 1998[22]
  - †E. oxfordensis Kermack et al. 1998[23]
- †Millsodon Butler and Hooker, 2005[24]
  - †M. superstes Butler and Hooker, 2005[25]
2005年提唱の新属新種。Butlerらは科を未決定としている[26]。
- †Kirtlingtonia Butler and Hooker, 2005[27]
  - †K. catenata Butler and Hooker, 2005[28][29]
2005年提唱の新属新種。Butlerらは科を未決定としている[26]。

##### 中国・ロシア（ジュラ紀中期 - 後期）
- †Sineleutherus Martin et al. 2010[30]
  - †S. issedonicus Averianov et al. 2011[31]
  - †S. uyguricus Martin et al. 2010[32] - タイプ種
- †Arboroharamiya Zheng et al. 2013[33]
  - †A. jenkinsi Zheng et al. 2013[34][35] - タイプ種
2013年提唱の新属新種。Zhengらは異獣亜綱ハラミヤ目に分類[36]。
  - †A. allinhopsoni Han et al. 2017[37]
2017年提唱の新種。滑空性の種。Hanらは異獣亜綱Euharamiyida目に分類[38][39]。
- †Megaconus Zhou et al. 2013[40]
  - †M. mammaliaformis Zhou et al. 2013[41]
2013年提唱の新属新種。Zhouらはハラミヤ目Eleutherodontidae科に分類[42]。
- †Vilevolodon Luo et al. 2017
  - †V. diplomylos Luo et al. 2017[43]

2017年提唱の新属新種。滑空性。Luoらはハラミヤ目Eleutherodontidae科に分類[44]。
- †Maiopatagium Meng et al. 2017
  - †M. furculiferum Meng et al. 2017
2017年提唱の新属新種。滑空性の種[4]。Mengらはハラミヤ目Eleutherodontidae科に分類[45][4]。
- †Shenshou Bi et al. 2014[46]
  - †S. lui Bi et al. 2014[47]
2014年提唱の新属新種。Biらは異獣亜綱真ハラミヤ目（英語版）に分類[48]。
- †Xianshou Wang et al. 2014[48][49][注釈 2]
  - †X. linglong Wang et al. 2014[48]
  - †X. songae Meng et al. 2014[50]
2014年提唱の新属新種2種。Biらは真ハラミヤ目Eleutherodontidae科に分類[51]。

##### アメリカ（白亜紀初期）
- †Cifelliodon Huttenlocker et al. 2018
  - †C. wahkarmoosuch Huttenlocker et al. 2018**:2018年提唱の新属新種。Huttenlockerらはハラミヤ目Hahnodontidae科に分類[52][6]。

## 形態
化石が少なく、形態学的な共通点はあまり確認されていない。大臼歯にはくぼみがあり、歯冠の高さが不均一になっている。
モモンガやムササビのような滑空性の種を含む。

## 分布
三畳紀後期から少なくともジュラ紀後期にかけて生息していた。2018年時点では白亜紀に生息していたのかについて議論が続いている。2018年5月時点で最も年代が新しいとされている化石は米国ユタ州で白亜紀前期の地層から発見された頭蓋骨化石であり、1億3900万年から1億2400万年前のものだとされている。
ユーラシア大陸で発掘された化石が多い。

## 研究史
最初に発見されたハラミヤ類の化石は、1847年にPlieningerらが報告したヨーロッパの三畳紀後期のものだった。当初発見された化石はイギリスとヨーロッパの大陸部、三畳紀後期のレーティアン階からジュラ紀前期にかけての化石が多く、また歯の化石しか発見されなかったため歯の位置や方向は不明瞭だった。だが、1997年にファリッシュ・ジェンキンスらがグリーンランド東部でハラミヤ目ハラミヤ科の新属新種 Haramiyavia clemmenseni の歯骨や上顎骨の化石を発見したと報告した。この発見はハラミヤ類の歯列を特定する手がかりとなった。ジェンキンスらは発見した化石と既存の化石を比較し、当時 Thomasia と Haramiya の2属に分類されていた歯の化石はそれぞれ下顎と上顎の歯だったと報告した。
2013年8月8日の『ネイチャー』では、 Chang-Fu Zhou らと Xiaoting Zheng らがそれぞれ中国でハラミヤ目の新属新種の骨格化石を発見したと報告した。Zhouらが発見した新種 Megaconus mammaliaformis の化石は現生種のアルマジロやケープハイラックスと類似する後肢の構造をもつ陸生の四足歩行生物であり、毛皮を持つ生物としてはそれまで最古とされていた梁歯目よりも古いものだった。また、植物の咀嚼に特化した歯の構造が見られたことから、Zhouらは哺乳形類で草食性が発達した後にクラウン哺乳類が出現したと主張し、ハラミヤ目をクラウン哺乳類の外に位置づけ、多丘歯目を哺乳綱に含めた。一方、樹上生活に適した特徴を示す新種 Arboroharamiya jenkinsi を発見したZhengらは異獣亜綱をクラウン哺乳類の下位分類とし、ハラミヤ目から多丘歯目が分岐したのだと主張した。
2014年には Shundong Bi らが中国で発見したジュラ紀の状態のよい化石6点を新種3種として報告した。Bi らはハラミヤ目が多丘歯目と共通の祖先をもつ側系統群になっていると主張し、多丘歯目の姉妹群として新しい分類群 Euharamiyida（真ハラミヤ目、真ハラミヤ類）を提案した。2017年、Zhe-Xi Luo らは中国のジュラ紀の地層から滑空性の新属新種、Maiopatagium furculiferum と Vilevolodon diplomylos の化石を発見したと報告した。
2018年、Adam K. Huttenlocker らは米国ユタ州で発見した白亜紀前期の頭蓋骨化石がハラミヤ目の新属新種であったと報告し、Cifelliodon wahkarmoosuch と命名した。これはハラミヤ目の立体的な頭蓋骨の化石としては最初期に発見されたものだった。また、この化石とモロッコで発見された Hahnodon taqueti の歯の化石がよく似ていたことなどから、 Hahnodon を多丘歯目へ分類することに異論を呈した。